# Нижня Кутузовка
Ни́жня Куту́зовка (до 1944 року — Ашаги́-Шума́, крим. Aşağı Şuma) — село в Україні, в Ялтинському районі Автономної Республіки Крим.
Відстань від райцентру до населеного пункта становить 28 кілометрів по прямій.
У 2023 році у проєкті Постанови Верховної Ради України «Про перейменування деяких населених пунктів Автономної Республіки Крим» село запропоновано перейменувати на Нижня Шума.

## Населення
За даними перепису населення 2001 року, у селищі мешкало 843 особи. Мовний склад населення села був таким:
| Мова              | Число ос. | Відсоток |
| ----------------- | --------- | -------- |
| українська        | 81        | 9,61     |
| російська         | 717       | 85,05    |
| кримськотатарська | 36        | 4,27     |
| білоруська        | 2         | 0,24     |
| вірменська        | 1         | 0,12     |
| гагаузька         | 1         | 0,12     |